# Арбињи
Арбињи (фр. Arbigny) насеље је и општина у источној Француској у региону Рона-Алпи, у департману Ен (Рона-Алпи) која припада префектури Бурж ан Брес.
По подацима из 2011. године у општини је живело 405 становника, а густина насељености је износила 23,18 становника/km². Општина се простире на површини од 17,47 km². Налази се на средњој надморској висини од 200 метара (максималној 214 m, а минималној 169 m).

## Демографија
| 1962. | 1968. | 1975. | 1982. | 1990. | 1999. | 2011. |
| ----- | ----- | ----- | ----- | ----- | ----- | ----- |
| 299   | 353   | 334   | 311   | 314   | 332   | 405   |

График промене броја становника у току последњих година